# 希夫多夫
希夫多夫是德国下萨克森州的一个市镇。总面积113.55平方公里，而截至2018年12月31日的人口數據，當地总人口為14274人，人口密度130人/平方公里。